# Japanagromyza kalshoveni
Japanagromyza kalshoveni är en tvåvingeart som beskrevs av de Meijere 1934. Japanagromyza kalshoveni ingår i släktet Japanagromyza och familjen minerarflugor. Inga underarter finns listade i Catalogue of Life.